# Max Ramaekers

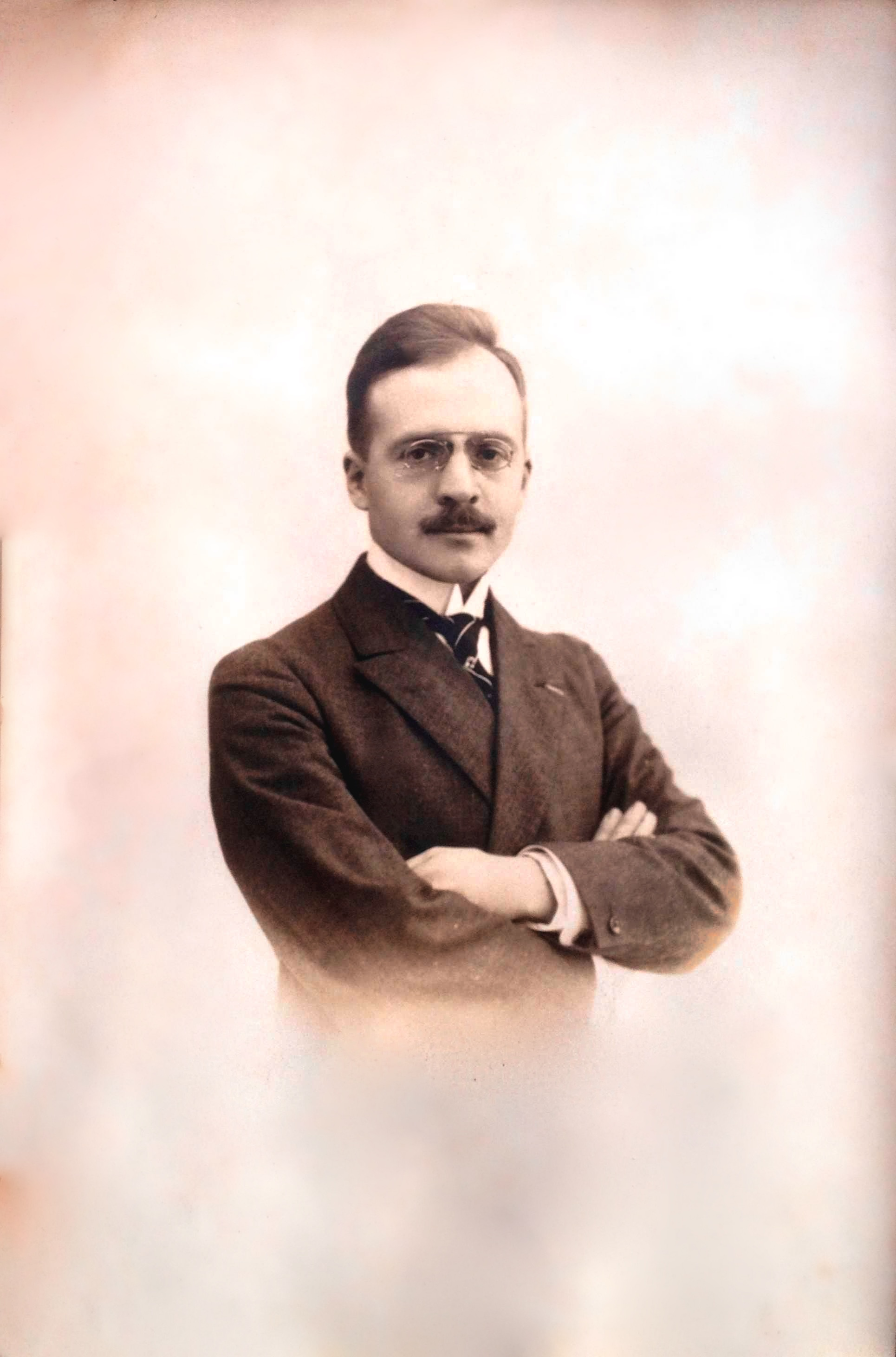
Max Ramaekers

Maximilien Marie Pierre Judith Adrien (Max) Ramaekers (Schaarbeek, 22 mei 1890 - Zelem, 28 januari 1960) was een Belgisch senator.

## Levensloop
Hij was een zoon van de volksvertegenwoordiger en senator Johan Ramaekers.
Hij volgde zijn vader op aan het hoofd van de IJzergieterijen Cruls in Zelem en werd bestuurder van de Federatie van Metaalverwerkende Nijverheden van België.
In 1930 volgde hij zijn vader op als burgemeester van Zelem.
In 1946 werd hij CVP-senator voor het arrondissement Hasselt. Hij volgde hierin Emile Blavier op, die bij de eerste naoorlogse wetgevende verkiezingen in februari 1946 werd verkozen, maar al na enkele maanden overleed. Ramaekers vervulde dit mandaat tot in 1949.